# Kapkoloniens flag
Kapkoloniens flag blev først taget i brug 12. maj 1875 og var erstattet af Unionen Sydafrikas flag den 31. maj 1910. Det er et Blue Ensign med Kapkoloniens hjelmfigur sat ind med en oval form omkring sig.
Flaget blev brugt for første gang den 12. maj 1875 da det ble hejst under nedlæggelse af grundstenen for parlamentshuset i Cape Town. Flaget blev først brugt som flaget til guvernøren i Cape Town, men snart blev det brugt for at repræsentere hele Kapkolonien. 
Der blev givet officiel autorisering af hofleverandør for Kapkoloniens rigsvåben over et år senere, den 29. maj 1876. Det ser ikke ud til at have været et Red Ensign–version af flaget.